# Tatyanapion laticeps
Tatyanapion laticeps (лат.) — вид жуков из семейства семяеды
(подтриба Oxystomatina, триба Oxystomatini, подсемейство Apioninae). Единственный вид рода Tatyanapion Legalov, 1997, который был назван в честь Татьяны Павловны Легаловой.

## Описание
Длина чёрного блестящего тела 2,4—2,6 мм. Надкрылья иногда с голубоватым отблеском. Лапки, а иногда голени и 1-й членик усика тёмно-бурые. Скапус усика от желтовато-коричневого до красновато-бурого цвета. Голова сужается позади глаз. Антенны в 1,22—2,04 раза длиннее рострума; булава 3-члениковая. Рострум короткий, слегка изогнутый вниз. На травянистых растениях вида Чина луговая (лат. Láthyrus praténsis, семейство Бобовые (Fabaceae)).

## Распространение
Северо-восточная Европа, Западная Сибирь и Северо-западный Казахстан. Финляндия. Россия: Архангельская, Ленинградская область, Кировская, Курганская, Новосибирская, Томская области, Алтайский край.